# Anam Cara
Anam Cara ist ein Ausdruck, der sich auf das keltische Konzept des „Seelenfreundes“ in Religion und Spiritualität bezieht. Der Ausdruck ist eine Anglisierung des irischen Wortes anamchara, wobei anam „Seele“ und cara „Freund“ bedeutet. Der Begriff wurde vom irischen Autor John O’Donohue in seinem 1997 erschienenen Buch Anam Ċara: A Book of Celtic Wisdom über die keltische Spiritualität bekannt gemacht. In der keltischen Tradition gelten „Seelenfreunde“ als wesentlicher und integraler Bestandteil der spirituellen Entwicklung. Das Martyrologium von Óengus (englisch Martyrology of Óengus) berichtet von einer Begebenheit, in der Brigida von Kildare einem jungen Kleriker riet, dass „… jeder, der keinen Seelenfreund hat, wie ein Körper ohne Kopf ist.“ Ein ähnliches Konzept findet sich im walisischen Periglour.
Das Anam Cara beinhaltet eine Freundschaft, die der Psychotherapeut William P. Ryan als „mitfühlende Präsenz“ bezeichnet. Laut O'Donohue stammt das Wort anamchara aus dem irischen Mönchtum, wo es für den Lehrer, Begleiter oder spirituellen Führer eines Mönchs verwendet wurde. Edward C. Sellner führt den Ursprung jedoch auf die frühen Wüstenväter und Wüstenmütter zurück: „Diese Fähigkeit zur Freundschaft und die Fähigkeit, die Herzen anderer Menschen zu lesen, wurde zur Grundlage für die Wirksamkeit der Wüstenältesten als spirituelle Führer.“ Ihre Lehren wurden von dem christlichen Mönch Johannes Cassian bewahrt und weitergegeben, der erklärte, „dass der Seelenfreund ein Kleriker oder ein Laie, ein Mann oder eine Frau sein kann“.